# Grand Prix automobile du Brésil 1975
Résultats du Grand Prix automobile du Brésil de Formule 1 1975 qui a eu lieu sur le circuit d'Interlagos à São Paulo le 26 janvier 1975.

## Classement
| Pos  | N° | Pilote             | Écurie          | Tours | Temps/Abandon      | Grille | Points |
| ---- | -- | ------------------ | --------------- | ----- | ------------------ | ------ | ------ |
| 1    | 8  | Carlos Pace        | Brabham-Ford    | 40    | 1 h 44 min 41 s 17 | 6      | 9      |
| 2    | 1  | Emerson Fittipaldi | McLaren-Ford    | 40    | + 5 s 79           | 2      | 6      |
| 3    | 2  | Jochen Mass        | McLaren-Ford    | 40    | + 26 s 66          | 10     | 4      |
| 4    | 11 | Clay Regazzoni     | Ferrari         | 40    | + 43 s 28          | 5      | 3      |
| 5    | 12 | Niki Lauda         | Ferrari         | 40    | + 1 min 01 s 88    | 4      | 2      |
| 6    | 24 | James Hunt         | Hesketh-Ford    | 40    | + 1 min 05 s 12    | 7      | 1      |
| 7    | 27 | Mario Andretti     | Parnelli-Ford   | 40    | + 1 min 06 s 81    | 18     |        |
| 8    | 7  | Carlos Reutemann   | Brabham-Ford    | 40    | + 1 min 39 s 62    | 3      |        |
| 9    | 6  | Jacky Ickx         | Lotus-Ford      | 40    | + 1 min 51 s 84    | 12     |        |
| 10   | 18 | John Watson        | Surtees-Ford    | 40    | + 2 min 29 s 60    | 13     |        |
| 11   | 21 | Jacques Laffite    | Williams-Ford   | 39    | + 1 tour           | 11     |        |
| 12   | 22 | Graham Hill        | Lola-Ford       | 39    | + 1 tour           | 20     |        |
| 13   | 30 | Wilson Fittipaldi  | Copersucar-Ford | 39    | + 1 tour           | 21     |        |
| 14   | 23 | Rolf Stommelen     | Lola-Ford       | 39    | + 1 tour           | 23     |        |
| 15   | 5  | Ronnie Peterson    | Lotus-Ford      | 38    | + 2 tours          | 16     |        |
| Abd. | 17 | Jean-Pierre Jarier | Shadow-Ford     | 32    | Alimentation       | 1      |        |
| Abd. | 4  | Patrick Depailler  | Tyrrell-Ford    | 31    | Suspension         | 9      |        |
| Abd. | 16 | Tom Pryce          | Shadow-Ford     | 31    | Accident           | 14     |        |
| Abd. | 20 | Arturo Merzario    | Williams-Ford   | 24    | Alimentation       | 11     |        |
| Abd. | 28 | Mark Donohue       | Penske-Ford     | 22    | Tenue de route     | 15     |        |
| Abd. | 14 | Mike Wilds         | BRM             | 22    | Panne électrique   | 22     |        |
| Abd. | 3  | Jody Scheckter     | Tyrrell-Ford    | 18    | Fuite d'huile      | 8      |        |
| Abd. | 9  | Vittorio Brambilla | March-Ford      | 1     | Moteur             | 17     |        |

Légende :
- Abd.=Abandon

## Pole position et record du tour
- Pole position : Jean-Pierre Jarier en 2 min 29 s 88 (vitesse moyenne : 191,193 km/h).
- Tour le plus rapide : Jean-Pierre Jarier en 2 min 34 s 16 au 10e tour (vitesse moyenne : 185,885 km/h).

## Tours en tête
- Carlos Reutemann : 4 (1-4)
- Jean-Pierre Jarier : 28 (5-32)
- Carlos Pace : 8 (33-40)

## À noter
- 1re victoire pour Carlos Pace.
- 17e victoire pour Brabham en tant que constructeur.
- 80e victoire pour Ford Cosworth en tant que motoriste.
- 176e et dernier départ en Grand Prix pour Graham Hill. Le pilote anglais établit le record du plus grand nombre de départ en carrière de l'époque, égalé par Jacques Laffite en 1986 et battu par Riccardo Patrese en 1989.